# Sikkim

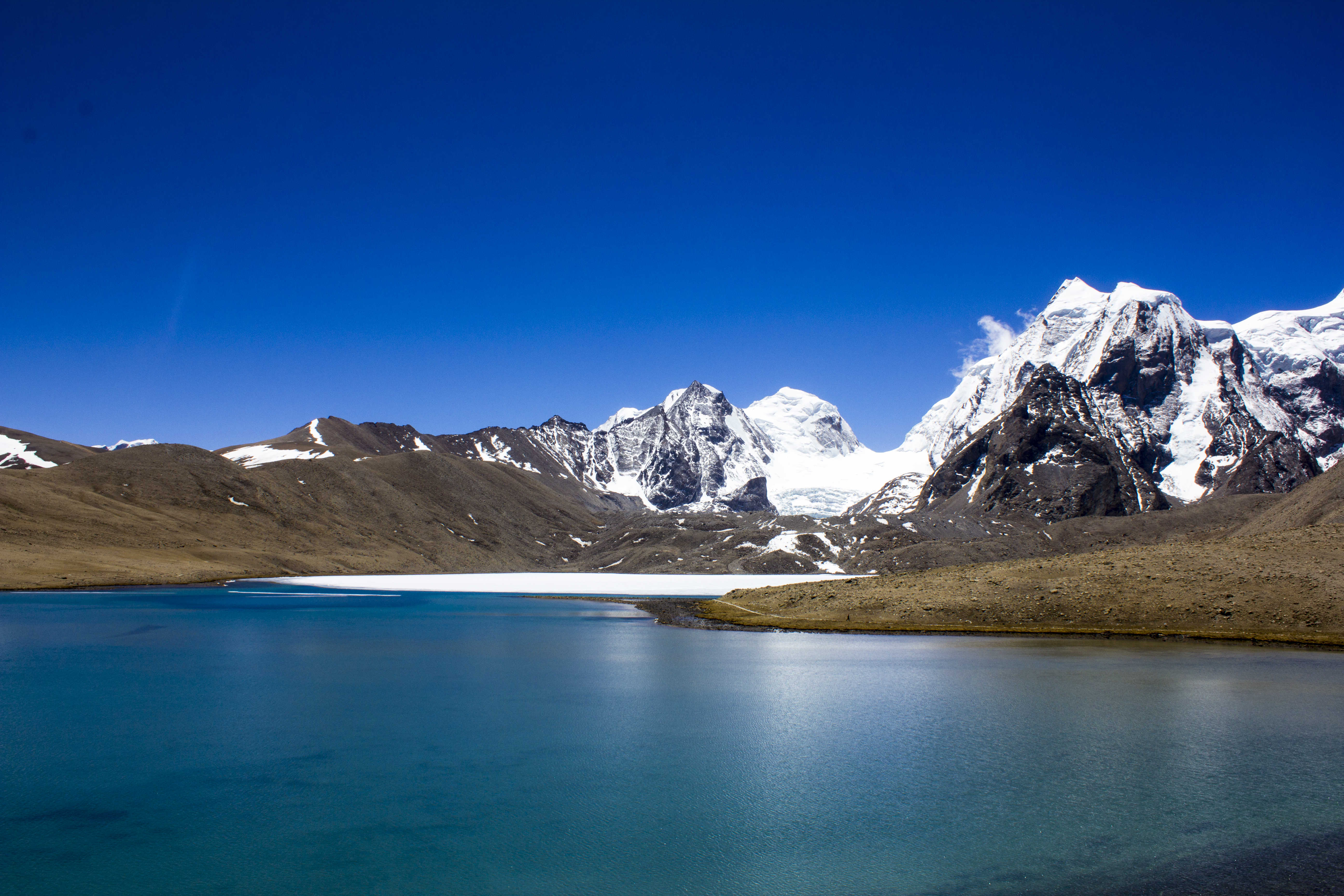
Lacul Gurudongmar

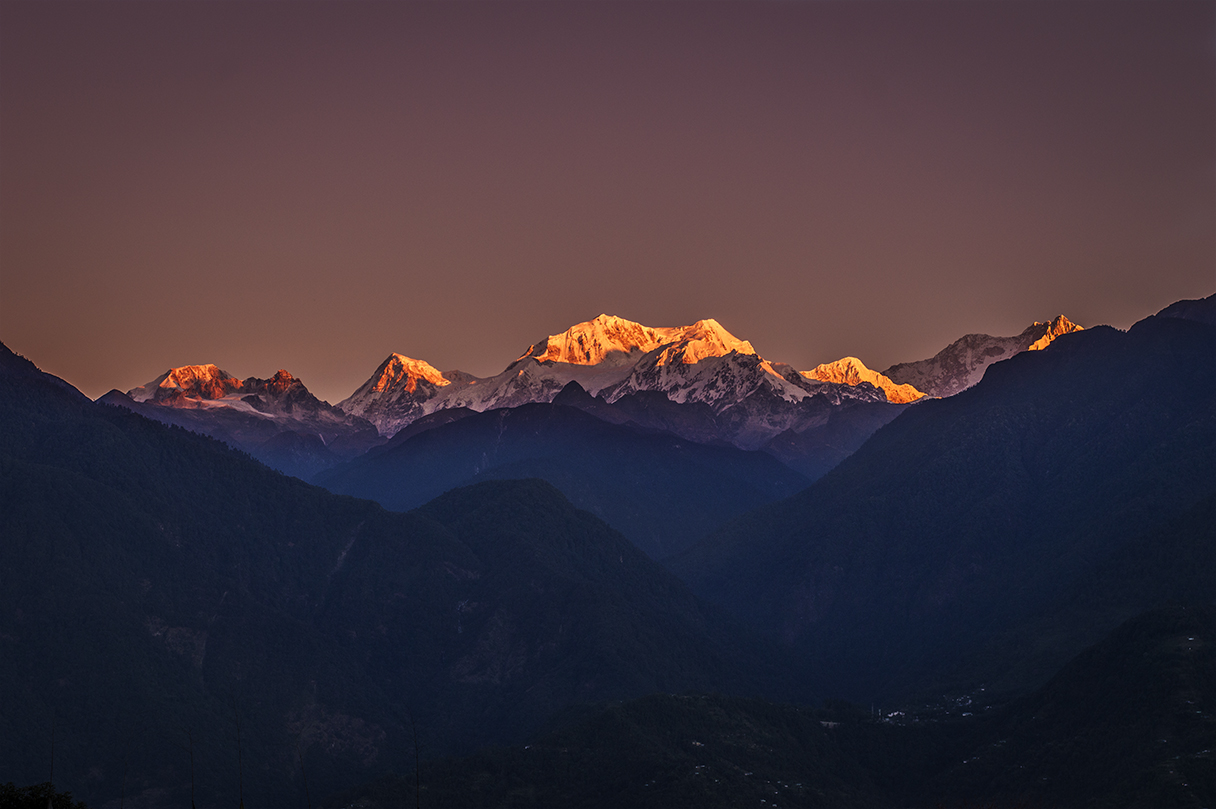
Muntele Kangchenjunga la răsărit de soare

Sikkim este un stat din nord-estul Indiei. Se învecinează la nord și nord-est cu regiunea autonomă chineză Tibet, cu Bhutan la est, cu Nepal la vest și cu statul federal indian Bengalul de Vest la sud. Sikkim se află, de asemenea, în  apropierea coridorului Siliguri din India, lângă Bangladesh. Sikkim este cel mai puțin populat și penultimul după suprafață dintre statele indiene. O parte a Himalaya de Est, Sikkim se remarcă prin biodiversitatea sa, incluzând climatele alpin și subtropical, precum și găzduind Kangchenjunga, cel mai înalt vârf din India și al treilea după înălțime de pe Pământ. Capitala Sikkimului și cel mai mare oraș este Gangtok. Aproape 35 % din suprafața statului este acoperită de Parcul Național Khangchendzonga - un sit al Patrimoniului Mondial UNESCO.
Regatul Sikkim a fost fondat de dinastia Namgyal în secolul al XVII-lea. A fost condus de preoții-regi budisti cunoscuți sub numele de Chogyal . A devenit un stat princiar al Indiei Britanice în 1890. După independența Indiei, Sikkim a rămas protectorat al statului indian. S-a bucurat de cea mai mare rată de alfabetizare și de venit pe cap de locuitor dintre statele din Himalaya. În 1973, în fața palatului Chogyal au avut loc revolte anti-regaliste. În 1975, după ce armata indiană a preluat controlul asupra orașului Gangtok, a avut loc un referendum care a condus la desființarea monarhiei și aderarea Sikkimului la India ca al 22-lea stat.
Sikkimul modern este un stat federal indian multietnic și multilingv. Limbile oficiale ale statului sunt limba engleză, nepaleză, sikkimeză și lepcha.  Limbi oficiale adiționale sunt Gurung, Limbu, Magar, Mukhia, Newari, Rai, Sherpa și Tamang.  Engleza este predată în școli și utilizată în documentele guvernamentale. Religiile predominante sunt hinduismul și budismul Vajrayana. Economia Sikkimului depinde în mare măsură de agricultură și turism. În 2014, statul se afla pe al treilea loc de la coadă după PIB dintre statele indiene, deși prezintă, de asemenea, una dintre cele mai rapide creșteri.
Sikkim produce cea mai mare parte cardamomului indian și este cel mai mare producător de condimente din lume după Guatemala. Sikkim și-a atins scopul de a-și transforma agricultura în una complet organică între 2003 și 2016 și a devenit primul stat din India care a realizat acest obiectiv. De asemenea, se numără printre statele cele mai ecologiste din India, interzicând sticlele din plastic „la orice eveniment sau întrunire a guvernului” și produsele din polistiren (în tot statul).